# Халид, Басит
Басит Абдул Халид (англ. Basit Abdul Khalid; род. 10 августа 1996, Аккра) — ганский футболист, нападающий

## Биография
Занимался футболом в составе ганской команды «Дримс». В марте 2016 года присоединился к косовской «Приштине». Впервые в составе команды сыграл 18 апреля 2016 года в матче полуфинала Кубка Косова против «Лапи» (1:1). Вместе с командой дважды становился обладателем Кубка Косова (2015/16, 2017/18) и трижды серебряным призёром чемпионата страны (2016/17, 2017/18, 2018/19). Принимал участие в квалификационных играх Лиги Европы.
Летом 2019 года перешёл в албанскую «Теуту». В чемпионате Албании дебютировал 14 сентября 2019 года в игре против «Влазнии» (0:0). Спустя полгода покинул Албанию, после чего в июле 2020 года подписал контракт с клубом «Македония Джёрче Петров», где также играл в течение полугода. По ходу сезона нападающий забил 8 мячей и отдал 3 голевые передачи в 14 матчах, благодаря чему привлёк внимание тунисского «Эсперанса», который в январе 2021 года заключил с ним контракт на два с половиной года. В составе команды становился чемпионом Туниса и полуфиналистом Лиги чемпионов КАФ. Через восемь месяцев пребывания в «Эсперансе» руководство клуба досрочно расторгло с ним контракт, после чего ФИФА запретило тунисскому клубу производить трансферы до выплаты Халиду пяти тысяч евро.
17 сентября 2021 года заключил контракт с тираспольским «Шерифом». Его дебют в чемпионате Молдавии состоялся 22 сентября 2021 года в матче против «Флорешты» (4:0). В составе «Шерифа» отметился пятью забитыми мячами в чемпионате в пяти матчах подряд.

## Достижения
«Приштина»
- Серебряный призёр чемпионата Косова (3): 2016/17, 2017/18, 2018/19
- Обладатель Кубка Косова (2): 2015/16, 2017/18

«Эсперанс»
- Чемпион Туниса: 2020/21

## Статистика
| Клуб                    | Сезон   | Лига                         | Лига  | Лига | Кубок | Кубок | Континент. | Континент. |
| Клуб                    | Сезон   | Дивизион                     | Матчи | Лиги | Матчи | Лиги  | Матчи      | Лиги       |
| ----------------------- | ------- | ---------------------------- | ----- | ---- | ----- | ----- | ---------- | ---------- |
| Приштина                | 2015/16 | Чемпионат Косова             | 1     | 0    | 3     | 2     |            |            |
| Приштина                | 2016/17 | Чемпионат Косова             | 11    | 6    | 1     | 0     |            |            |
| Приштина                | 2017/18 | Чемпионат Косова             | 14    | 1    | 3     | 1     | 3          | 1          |
| Приштина                | 2018/19 | Чемпионат Косова             | 29    | 6    | 1     | 2     | 4          | 0          |
| Приштина                | 2019/20 | Чемпионат Косова             |       |      |       |       | 1          | 0          |
| Теута                   | 2019/20 | Чемпионат Албании            | 9     | 0    | 1     | 0     |            |            |
| Македония Джёрче Петров | 2020/21 | Чемпионат Северной Македонии | 14    | 8    | 1     | 0     |            |            |
| Эсперанс                | 2020/21 | Чемпионат Туниса             | 13    | 2    | 1     | 0     | 10         | 1          |
| Шериф                   | 2021/22 | Чемпионат Молдавии           | 8     | 5    | 0     | 0     |            |            |